# Lex Romana Burgundionum
La Lex Romana Burgundionum è una legge romano-germanica del VI secolo. I manoscritti più antichi dei 14 superstiti del testo risalgono al IX secolo. L'istituzione della legge è ascritta al re Gundobado, con una probabile revisione curata dal successore Sigismondo. Consiste in un insieme di principi di diritto romano rielaborati dal re dei Burgundi, si applica ai soli cittadini romani presenti nel regno dei Burgundi.

## Descrizione dell'opera e fonti
L'opera è costituita da poco meno di 180 capitoli e come fonti utilizza le stesse della Lex Romana Visigothorum: riprende alcune parti dal Codice Teodosiano, dal Codice Gregoriano, Codice Ermogeniano e gli iura dalle Sentenze di Paolo e dal Liber Gai, tutto però in forma parafrasata a differenza della Lex Romana Visigothorum che li aveva riprodotti in forma originale.

## Datazione
Non si sa quando fu redatta ci sono idee contrastanti su questo argomento, alcuni ritengono dopo la Lex Romana Visigothorum(506), però non sembra esserne influenzata da quest'ultima perciò la teoria e piuttosto labile

## Comparsa in vari manoscritti eLex Romana Visigothorum
Siccome questo codice Burgundo risulta su molti manoscritti messo a seguito della Lex Romana Visigothorum si è ritenuto che l'opera dei Burgundi semplificasse troppo gli istituti romani così che per utilizzarla si usasse la Lex Romana Visigothorum come principale e la Lex Romana Burgundionum come appendice.

## Utilizzo
Il testo serviva per i romani che vivevano nel territorio dei Burgundi.